# Jean-Pierre Esteva
Pour les articles homonymes, voir Esteva.
Jean-Pierre Esteva, né le 14 septembre 1880 à Reims et mort le 11 janvier 1951 à Reims, est un militaire, amiral et homme politique français, condamné aux travaux forcés à perpétuité pour fait de trahison lors de la Seconde Guerre mondiale.

## Début de carrière
Jean-Pierre Esteva entre à l'École navale en 1898 dont il sort enseigne de vaisseau en 1900.
Lieutenant de vaisseau, il participe à la Première Guerre mondiale. Affecté à l'escadre de Méditerranée, il prend part, entre autres opérations, à la bataille des Dardanelles à l'occasion de laquelle il se distingue tout particulièrement.

## Entre deux-guerres
En 1920, il est professeur à l'École supérieure de la Marine de Toulon, en 1927, capitaine de vaisseau, Esteva décide de suivre une voie pionnière dans l'aéronavale naissante, choix original pour un officier supérieur. Promu contre-amiral en 1929, il est directeur de l'aviation maritime, puis sous-chef d'état-major des forces aériennes (1930) avant d'être nommé vice-amiral en 1935. Il part pour l'Extrême-Orient où il est commandant en chef des forces navales il commande plusieurs bâtiments. Il a notamment hissé sa marque sur le croiseur Lamotte-Picquet. Son séjour dans le Pacifique l'amène à régulièrement visiter les bases britanniques de Hong Kong et Singapour ainsi qu'à pleinement prendre la mesure de la montée en puissance de la flotte impériale nippone. À son retour en métropole, sa polyvalence et ses compétences le désignent pour occuper la fonction d'inspecteur des forces maritimes. Il est élevé au rang et appellation d'amiral en 1937. Par la suite, en 1939, il prend le commandement des forces navales françaises du Sud.

## Régime de Vichy
En 1940, après l'armistice du 22 juin 1940, Esteva, comme de nombreux autres officiers généraux de la Marine française, dont François Darlan, choisit de servir le régime de Vichy.
Homme de confiance de Pétain, il part pour l'Afrique française du Nord. Le 26 juillet 1940, il est nommé résident général de France en Tunisie. À ce poste, il succède à Marcel Peyrouton appelé à prendre ses nouvelles fonctions ministérielles à Vichy. En novembre 1942, lorsque les Anglo-américains déclenchent l'opération Torch, l'amiral est toujours en poste. Débute alors une série d'atermoiements qui se conclut par une collaboration avec les Italo-Allemands. Le 9 novembre 1942, il commence par condamner l'arrivée sur le terrain d'El Aouina des appareils de la Luftwaffe envoyés sur place par Albert Kesselring. Mais très vite, par fidélité au maréchal Pétain, mais surtout sous la pression des consignes de Pierre Laval, Esteva est amené à changer de position. Il doit mettre à la disposition de l'aviation allemande plusieurs bases françaises sur le territoire tunisien ainsi que des stocks de carburant. Dans la foulée, il déconsidère le vice-amiral Derrien qui avait encouragé ses troupes à rejoindre les Alliés afin de se battre contre l'Axe.
En mai 1943, au moment où les troupes alliées entrent à Tunis, Esteva est rapatrié en France par les Allemands. L'amiral est évacué le 7 mai en avion, en même temps que le consul général du Troisième Reich en Tunisie. À Paris, il est conduit au Ritz (alors en partie occupé par la Luftwaffe) afin d'y être mis en résidence surveillée en attendant que les autorités allemandes statuent sur son sort. Consigné dans sa chambre, il est gardé par des sentinelles allemandes. Finalement remis en liberté le 18 mai, il gagne Vichy où il est chaudement accueilli et félicité par Pétain pour sa fidélité aux ordres reçus. Joachim von Ribbentrop lui fait parvenir un message de sympathie et le remercie pour avoir « facilité la conduite de la guerre par les puissances de l'Axe. » Esteva dira à son procès devant la haute cour de justice : « Cette lettre ne m'intéresse pas. Je suis fonctionnaire français. Je n'ai rien à voir avec von Ribbentrop ».
En Afrique du Nord, cependant, un Conseil de guerre, présidé par le général Henri Giraud le 15 mai 1944, condamne Esteva à la peine de mort par contumace.

## Arrestation et procès
Le 22 septembre 1944, il est arrêté par la police française à Paris puis incarcéré à la prison de Clairvaux. Un nouveau procès est organisé. Accusé d'avoir livré du blé à l'armée italienne en Libye, accordé des facilités aux troupes de l'Axe pour s'établir sur la côte et les aérodromes tunisiens après le débarquement allié de 1942, recruté des travailleurs et combattants dans une Phalange africaine au service de l'Allemagne, manifesté à plusieurs reprises sa sympathie pour la cause allemande, il esquisse la défense dite du « double jeu », souvent reprise par la suite. Ainsi, il affirme qu'en dépit de sa fidélité à Pétain, ce n'est pas une discipline aveugle qui l'a guidé, qu'il n'a composé avec l'ennemi que pour sauver l'essentiel : son départ aurait fait passer la Tunisie sous le contrôle italien, la livraison de blé aux Italiens en Libye a été compensée par des envois identiques aux populations françaises, il a saboté le recrutement de la Phalange africaine, il ne disposait pas d'assez de troupes, avec 12 000 hommes, pour s'opposer aux forces de l'Axe, les Alliés étant encore trop loin. Le vice-amiral Muselier a témoigné en sa faveur lors de ce procès. Il n'en est pas moins reconnu coupable de trahison le 15 mars 1945. Militairement dégradé par la Haute Cour de Justice, il est condamné aux travaux forcés à perpétuité. Claude Morgan, fondateur des Lettres françaises, prend cette peine à témoin, dans un article intitulé « La vérole », pour dénoncer l'indulgence de la justice, qui ne l'a pas condamné à mort, et les complicités dont bénéficierait Vichy, affirmant : « Si Esteva n'est pas un traître, c'est qu'il n'existe pas de traître. »
Malade, Esteva est gracié le 11 août 1950. Il meurt quelques mois plus tard et repose à Reims, au cimetière du sud.
Se penchant, dans Les Grands procès de la collaboration, sur le parcours d'Esteva, et notamment sa période tunisienne et son procès, Roger Maudhuy considère, sur la base de plusieurs témoignages, qu'Esteva a aidé la Résistance locale et fourni de faux documents d'identité à des membres de la communauté juive, des militants communistes, des évadés d'Allemagne et des réfugiés alsaciens.
Le général de Gaulle, dans ses Mémoires de guerre, a commenté ce procès en ces termes : « L'amiral Esteva fut condamné à la réclusion. Au terme d'une carrière qui, jusqu'à ces événements, avait été exemplaire, ce vieux marin, égaré par une fausse discipline, s'était trouvé complice, puis victime, d'une néfaste entreprise. » De son côté, Pierre Messmer a confié à Roger Maudhuy : « Que voulez-vous ? La Haute Cour ne pouvait pas commencer par un acquittement. Esteva n'a pas mérité un tel sort, j'en conviens. Deux ou trois ans plus tard, il aurait sans doute été acquitté. Mais c'était la guerre... Pétain, Laval, tous les responsables, les gros, étaient hors de portée. Lui, il était là. Il n'a pas eu de chance, voilà tout ».
Il a été décoré de l'ordre de la Francisque.

## Annexes

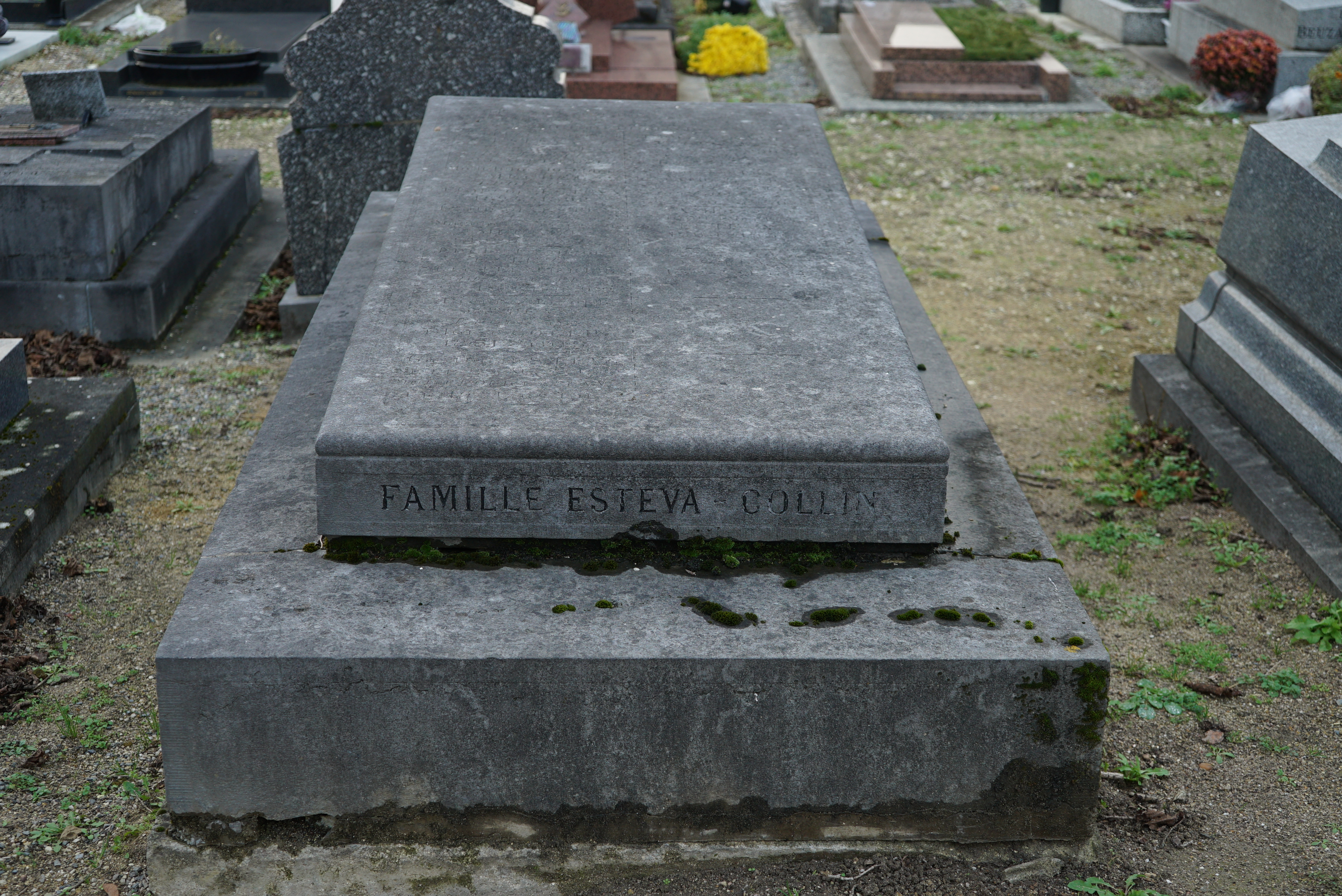
Pierre Esteva dans le caveau familial.

## Distinctions
- Ordre de la Francisque